# Ижевск
Иже́вск (на руски: Ижевск; на удмуртски: Иж, Ижкар) е град (от 1918) в Русия, столица на Удмуртия. Носил е името Устинов от 1984 до 1987 г. Разположен е на река Иж, на 40 км от нейното вливане в Кама.
Населението му е 648 146души към 2020 г. Нарежда се на 20 място по брой на населението в Русия. Крупен промишлен, транспортен, научен и културен център.

## История
Ижевск е наименуван на река Иж, на която е разположен. Селището е основано през 1760 г. във връзка с построяването на завод за железопътна техника. Бунтове през 1774 г. почти разрушават завода.
През 1807 г. император Александър I издава указ за създаването на оръжеен завод в Ижевск. Заводът започва масово да произвежда пушките „Мосин-Наган“ от 1891 г.
През 1918 г. селището получава статут на град. През 1935 г. е открита първата трамвайна линия в града. Автоматът „АК-47“ се произвежда масово в Ижевск от 1948 г.
Името на града е променено на Устинов през 1984 г. в чест на починалия министър на отбраната на СССР Дмитрий Устинов; върнато е на Ижевск само 3 години по-късно.

## Население
| 1760    | 1770    | 1780    | 1807    | 1840    | 1862    | 1897    | 1917    |
| ------- | ------- | ------- | ------- | ------- | ------- | ------- | ------- |
| 200     | 2300    | 2000    | 4000    | 16 000  | 22 800  | 41 000  | 40 000  |
| 1923    | 1926    | 1931    | 1939    | 1956    | 1959    | 1965    | 1967    |
| 51 900  | 63 000  | 98 200  | 175 600 | 252 000 | 285 294 | 351 000 | 376 000 |
| 1970    | 1973    | 1976    | 1979    | 1982    | 1986    | 1989    | 1991    |
| 422 409 | 473 000 | 511 000 | 548 721 | 600 000 | 605 000 | 635 109 | 647 000 |
| 1993    | 1996    | 1999    | 2001    | 2003    | 2005    | 2007    | 2008    |
| 653 000 | 654 000 | 655 300 | 650 300 | 632 100 | 623 400 | 615 700 | 613 300 |
| 2009    | 2010    | 2011    | 2012    | 2013    | 2014    | 2015    | 2016    |
| 611 043 | 627 734 | 627 917 | 629 455 | 632 913 | 637 309 | 642 024 | 643 496 |

### Етнически състав
Жителите на Ижевск към 2010 г. са представени от: 68,8% руснаци, 14,8% удмурти, 8,9% татари, 0,7% украинци и други.

## Климат
Ижевският климат е умереноконтинентален. Средната годишна температура е 3 °C, а средната влажност на въздуха е 76%.
| Климатични данни за Ижевск            | Климатични данни за Ижевск | Климатични данни за Ижевск | Климатични данни за Ижевск | Климатични данни за Ижевск | Климатични данни за Ижевск | Климатични данни за Ижевск | Климатични данни за Ижевск | Климатични данни за Ижевск | Климатични данни за Ижевск | Климатични данни за Ижевск | Климатични данни за Ижевск | Климатични данни за Ижевск | Климатични данни за Ижевск |
| Месеци                                | яну.                       | фев.                       | март                       | апр.                       | май                        | юни                        | юли                        | авг.                       | сеп.                       | окт.                       | ное.                       | дек.                       | Годишно                    |
| Абсолютни максимални температури (°C) | 3,6                        | 5,8                        | 10,1                       | 27,5                       | 31,1                       | 35,6                       | 37,0                       | 37,0                       | 33,0                       | 22,4                       | 12,7                       | 4,5                        | 37,0                       |
| Средни максимални температури (°C)    | −8,9                       | −7,7                       | −0,7                       | 8,8                        | 18,2                       | 23,2                       | 25,1                       | 21,9                       | 15,2                       | 6,9                        | −2,4                       | −7,5                       | 7,7                        |
| Средни температури (°C)               | −12,4                      | −11,7                      | −5                         | 3,7                        | 11,7                       | 17,0                       | 19,0                       | 16,0                       | 10,2                       | 3,4                        | −5,1                       | −10,6                      | 3,0                        |
| Средни минимални температури (°C)     | −16,1                      | −15,5                      | −9,2                       | −0,6                       | 5,9                        | 11,2                       | 13,4                       | 11,1                       | 6,2                        | 0,4                        | −7,8                       | −14                        | −1,3                       |
| Абсолютни минимални температури (°C)  | −46,8                      | −40,4                      | −32,1                      | −23,9                      | −9,4                       | −2,4                       | 4,3                        | −1,7                       | −5,5                       | −21,3                      | −33,5                      | −47,5                      | −47,5                      |
| Средни месечни валежи (mm)            | 30                         | 21                         | 22                         | 26                         | 48                         | 62                         | 59                         | 67                         | 55                         | 51                         | 40                         | 30                         | 511                        |
| ------------------------------------- | -------------------------- | -------------------------- | -------------------------- | -------------------------- | -------------------------- | -------------------------- | -------------------------- | -------------------------- | -------------------------- | -------------------------- | -------------------------- | -------------------------- | -------------------------- |
| Източник: Погода и Климат             |                            |                            |                            |                            |                            |                            |                            |                            |                            |                            |                            |                            |                            |

## Икономика
Гръбнакът на ижевската икономика е съставен от производството на оръжия и автомобили. Концернът „Калашников“ произвежда огнестрелни автоматични оръжия, снайпери, снаряди, както и спортни оръжия за цивилни. Градът също така произвежда автомобили и мотоциклети под марката „Иж“. Развита е металургията, дървообработването, химическата и хранително-вкусовата промишленост.

### Транспорт
В града функционират 11 трамвайни, 8 тролейбусни и 38 автобусни линии. Самият град е важен транспортен възел, като покрай него минават множество първокласни автомобилни пътища. Разполага с жп гара и единственото летище в Удмуртия. През лятото функционира и речния транспорт.

## Образование
В Ижевск са разположени 4 от 5-те висши учебни заведения в Удмуртия. Това са: Удмуртският държавен университет, Ижевският държавен технически институт, Академията по агрономство и Медицинската академия.

## Личности
- Михаил Калашников (1919–2013), прочут оръжеен конструктор, изобретил автомат АК-47
- Дмитрий Устинов (1908–1984), министър на отбраната на СССР (1976 – 1984), маршал
- Андрей Кириленко (р. 1981), баскетболист
- Алина Загитова (р. 2002), фигуристка, олимпийска и световна шампионка

## Побратимени градове
- Бендзин, Полша
- Кордоба (Аржентина), Аржентина
- Лусака, Замбия
- Маракай, Венецуела
- Синин, Китай
- Татабаня, Унгария
- Ямбол, България